# Женщина, держащая плод
«Женщина, держащая плод» (маорийское название картины — Eu haere ia oe — переводится как «Куда [ты] идёшь?») — картина Поля Гогена, написанная им в 1893 году, в период своего первого приезда на Таити. Первоначально приобретённое московским купцом И. А. Морозовым до 1948 года это полотно входило в его собрание живописи. С 1948 года по настоящее время картина постоянно находится в собрании Государственного Эрмитажа.
Малоизвестный, написанный в 1892 году, вариант картины находится в Государственной галерее Штутгарта. Он обнаруживает ряд существенных различий со второй версией картины.

## Характеристики картины

### Название и дата написания
Таитянские и маорийские названия Поль Гоген давал большинству своих полотен, написанных в Полинезии. «Женщина, держащая плод» не стала исключением — художник подписал её словами Eu haere ia oe. Искусствоведы Буже и Даниельссон в своих работах, посвящённых Гогену, переводили это словосочетание как «Куда [ты] идёшь?». Присвоение полотнам «вопрошающих» названий тоже было одной из особенностей художника.
1893 год, подписанный самим Гогеном в нижнем левом углу холста, оспаривается некоторыми исследователями творчества живописца. Так, Бернард Доривал и Чарльз Стерлинг полагали, что Гоген написал «Женщину…» в 1892 году, а подпись просто поставил позднее. Своё мнение они аргументировали тем, что женские фигуры в фоновой части полотна были «перенесены» скорее с полотен Гогена 1891—1892 годов, нежели последующего периода. Например, девушка слева на заднем плане была скопирована с полотна «Когда свадьба?» (1872).

### Описание и сюжет
События, которые запечатлел художник, разворачиваются в таитянском селении: перед зрителем предстают две простые хижины, крытые травой. На переднем плане картины изображена молодая таитянская женщина, держащая в руках зеленовато-лимонный плод манго, по форме напоминающий сосуд для воды (по иной версии, поддерживаемой крупным исследователем творчества Гогена Даниельссоном, героиня полотна держит за верёвочку специальный сосуд, вырезанный в полости тыквы, и собирается идти по воду). Лицо таитянки серьёзно и выразительно, взгляд — внимателен. Существует версия, что моделью для центрального персонажа картины послужила юная невенчанная жена Гогена, таитянка Техура — этого мнения придерживалась и искусствовед Анн Дистель. Загорелое, смуглое тело женщины, само по себе напоминающее спелый фрукт, написано красивым золотисто-коричневым тоном и передано намеренно плоскостно. Чёткая непрерывная линия, описывающая контур женской фигуры, делает её более плотной и выразительной, придаёт весомость и объём. Таитянский пейзаж на фоне трактован достаточно обобщённо: на картине нет солнечных лучей или вибрации воздуха, однако зной тропического солнца ощущается и в цвете кожи женщины, и в синеве неба, и в неподвижности ветвей, и в насыщенно-красных пятнах одежды. Жёлтый орнамент на красной юбке вторит узору, который образуют листья деревьев над головой туземки, за счёт чего сама она кажется неотъемлемой частью природы.

## История картины
Московский купец Иван Абрамович Морозов — представитель крупной династии промышленников и видный коллекционер живописи — впервые приобрёл три полотна кисти Гогена («Беседа», «Пейзаж с павлинами» и «Сладкие грёзы»), в 1907 году. Следующая крупная покупка работ этого художника — у арт-дилера Амбруаза Воллара, — состоялась в 1908 году и принесла Морозову пять картин, среди которых была и «Женщина, держащая плод». Полотна Гогена, выставлявшиеся в особняке коллекционера, вызывали у гостей дома неоднозначную реакцию: некоторые из них восхищались творчеством художника, у других оно вызывало возмущение.
В декабре 1918 года коллекция Морозова была национализирована большевиками и спустя несколько месяцев реорганизована в собрание «Второго музея новой западной живописи» (в «Первом музее» экспонировалась коллекция Щукина). В 1923 году, уже после эмиграции Морозова, оба музея западной живописи объединились в Государственный музей новой западной живописи (ГМНЗИ). Здесь «Женщина, держащая плод» находилась вплоть до 1948 года.

## Художественные особенности. Трактовка
«Женщина, держащая плод» ярко иллюстрирует своеобразие творческого метода, с которым художник подходил к изображению людей, за что, впрочем, часто подвергался критике и обвинениям в смещении и нарушении пропорций. Искусствоведы отмечают, что «Женщина, держащая плод», вкупе с рядом других картин, написанных Гогеном в Полинезии, отличается яркой цветовой палитрой, нарочитой экзотической декоративностью и необыкновенной поэтичностью. Формы человеческих фигур, изображённых на картине, статичны; неподвижен и тропический пейзаж, на фоне которого они находятся. В этом проявляется неразрывная связь между людьми и окружающей их средой, которая всегда была присуща работам Гогена. Работая над станковой картиной, художник всегда старался решить её декоративно: плавные контуры, рисунок тканей.
Главный персонаж картины — таитянка, держащая в руках плод, — является, по мнению ряда искусствоведов, олицетворением Евы. Часто обращавшийся к религиозной тематике в своих работах, Гоген видел в жительницах Таити первобытность и экзотичность, представлявшие собой, на его взгляд, неотъемлемые атрибуты этой библейской героини. «Женщина, держащая плод» — не единственная картина полинезийского периода, на которой Гоген изобразил полуобнажённую женщину с тропическим фруктом. Последний, в свою очередь, не только играет роль «запретного плода», в христианстве символизирующего грех, но и отсылает к теме материнства и продолжения жизни, а также плодовитости и изобилия. Расположение персонажей картины на заднем плане также имеет скрытый смысл, перекликаясь с центральной фигурой: девушка, находящаяся слева от центральной героини — незамужняя, а женщина справа — с ребёнком на руках. В последнем обстоятельстве исследователи видят намёк ещё и на то, что на момент создания «Женщины…» Техура была беременна от Гогена.
Положения, принятые девушками на заднем плане, похожи на позы персонажей персидских миниатюр, где люди традиционно изображались на корточках, тогда как напоминающий волну элемент в нижнем левом углу написан в духе традиционной японской живописи. Вместе с тем некоторые детали картины явно позаимствованы художником у самого себя. В частности, фигура девушки, сидящей напротив хижины, скопирована с полотна 1892 года «Когда свадьба?» (она также встречается на гогеновских картинах «Чёрные свиньи» и «Te Fare Hymenee»). Вторую юную таитянку, наполовину скрытую стволом дерева, а также женщину с ребёнком, стоящую вдалеке, можно обнаружить среди рисунков Гогена, выполненных графически — последнюю живописец изобразил на одной из страниц своего таитянского дневника.

## Ранний вариант

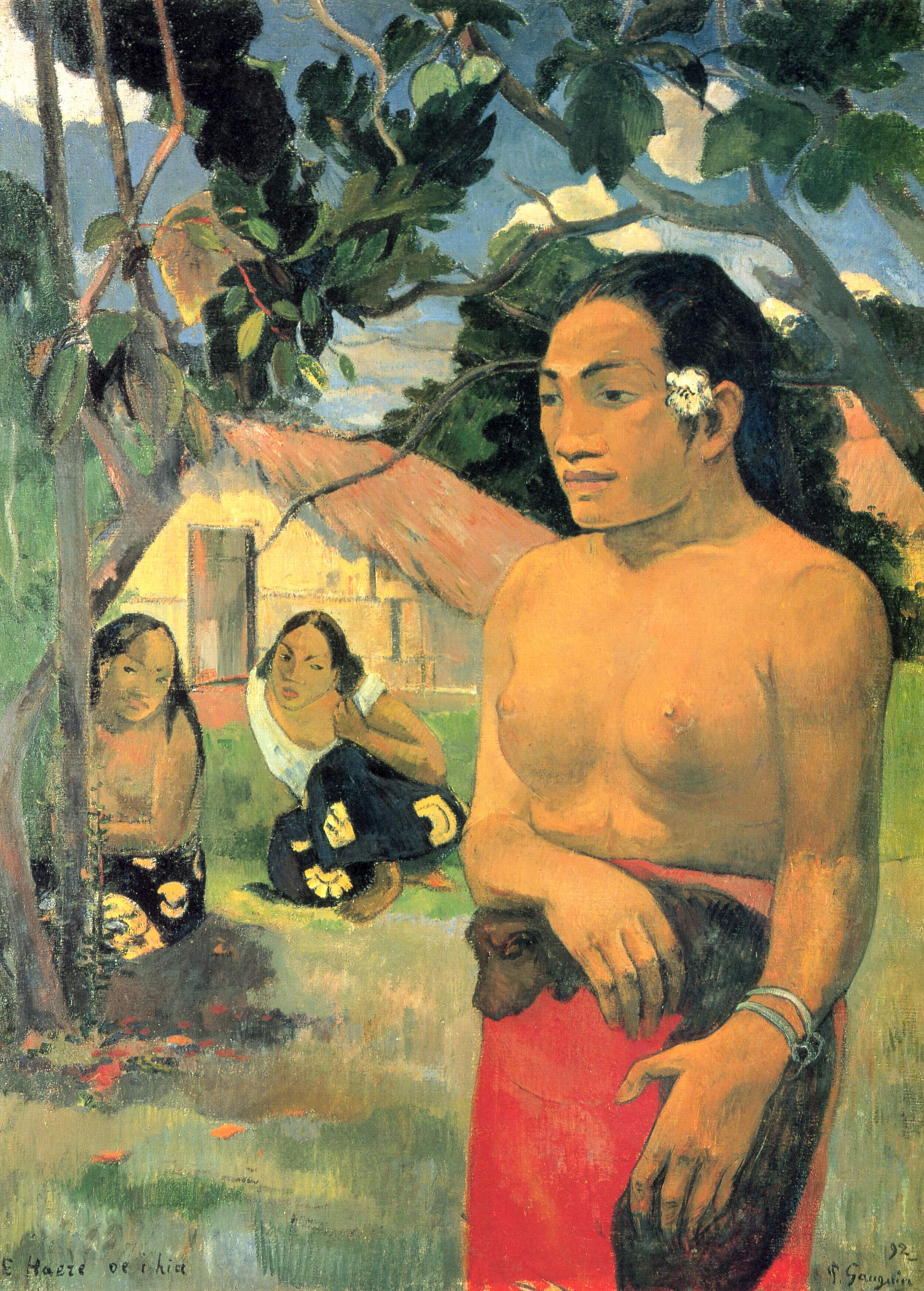
Первый вариант картины (Штутгарт)

В отличие от версии «Женщины…» 1893 года, вариант, хранящийся в Государственной галерее Штутгарта, практически не пользуется известностью и считается одной из ранних «таитянских» картин Гогена. Кроме того, холст 1892 года несколько выше и уже окончательного варианта. В руках у «первой» таитянки нет плода — вместо него на картине присутствует молодой волчонок. Туземка, изображённая на полотне 1892 года, находится ближе к краю полотна, тогда как таитянка с картины 1893 года расположена ближе к центру, за счёт чего её фигура кажется более монументальной. Детали одежды и украшений женщины с поздней версии картины выписаны более тщательно, что позволяет зрителю понять символическое значение композиции.
В штутгартском варианте символизм практически отсутствует, и запечатлённая художником сцена носит скорее бытовой характер. Работа 1893 года, в свою очередь, рассматривается как более «зрелая» версия «Женщины, держащей плод» — с её появлением первая картина утратила свою актуальность.

## В филателии
23 декабря 1970 года марка номиналом 30 копеек с репродукцией картины «Женщина, держащая плод» была выпущена Почтой СССР в серии «Зарубежная живопись в музеях СССР» (№ 3962 по каталогу ЦФА). В 1972 году авиапочтовую марку достоинством 2 риала с репродукцией «Женщины…» выпустили в эмирате Фуджейра (см. Песчаные дюны).

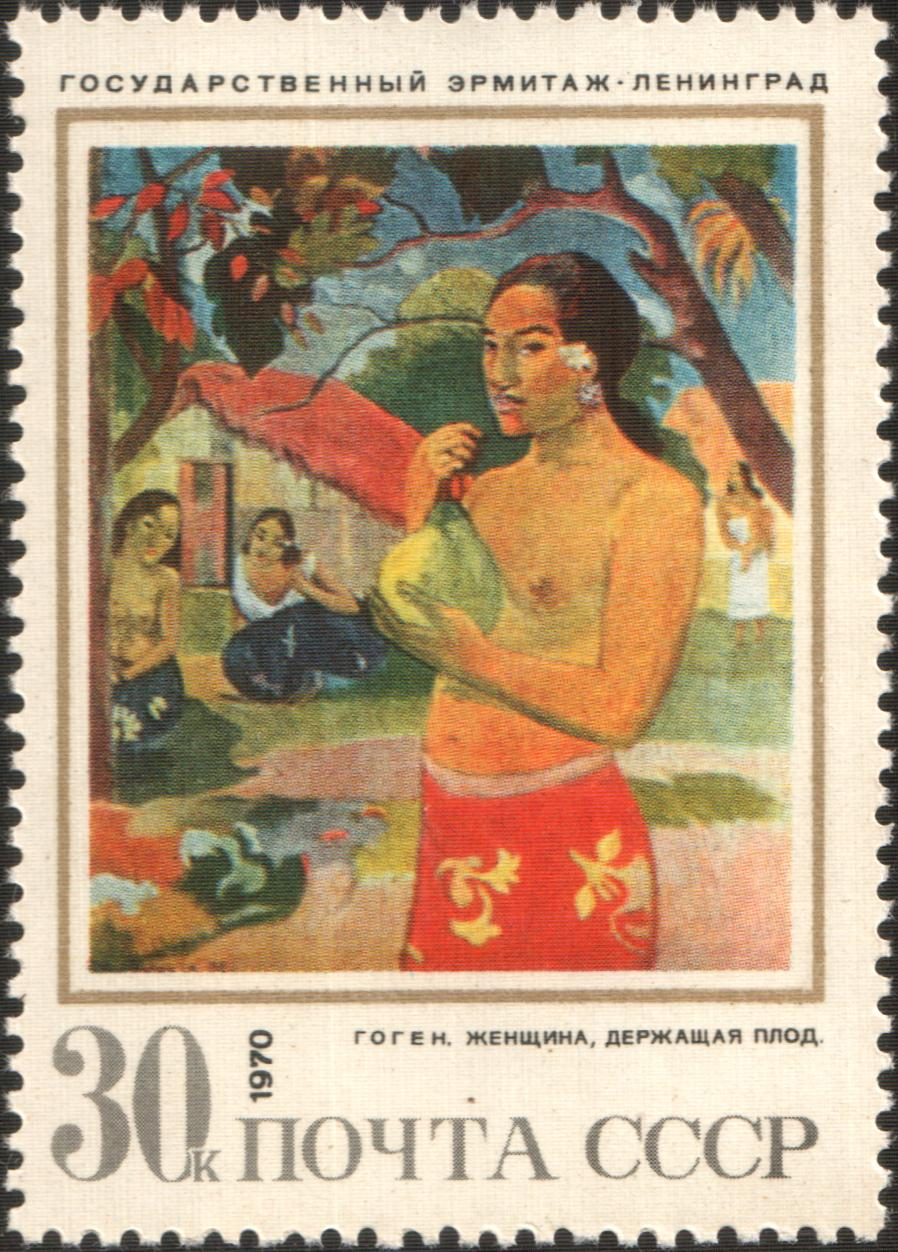
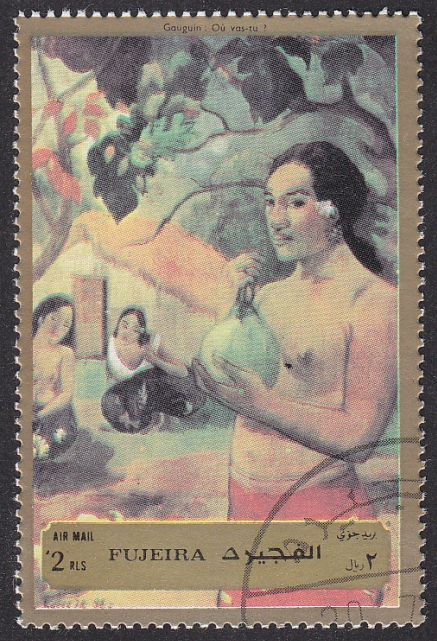